# Joe Ely
Joe Ely (9 de febrero de 1947; Amarillo, Texas) es un cantautor y guitarrista estadounidense de honky-tonk, country, Tex-mex y rock and roll. Ely fue miembro fundador de The Flatlanders. Desde entonces ha tenido una carrera de cruce de géneros, interpretando con artistas como Bruce Springsteen, Uncle Tupelo, The Chieftains y James McMurtry, además de sus primeros trabajos con The Clash y colaboraciones con Lyle Lovett, John Hiatt y Guy Clark.

## Biografía
Joe Ely vivió desde los 12 años en Lubbock, Texas, y asistió a la Monterey High School. En 1970, con sus compañeros de Lubbock Jimmie Dale Gilmore y Butch Hancock, formaron The Flatlanders. Según Ely, "Jimmie [Gilmore] era como un abrevadero de la música country. Sabía todo al respecto. Y Butch era del mundo del folk. Yo era un poco el tipo del rock and roll, y casi tuvimos una tríada. Coincidimos y comenzamos a tocar juntos. Eso abrió un mundo completamente nuevo que nunca había imaginado que existiera". En 1972, la banda grabó su primer álbum All American Music, que fue salió al mercado hasta 1976 (después relanzado como More a Legend Than a Band, en 1990). Desde la ruptura inicial de la banda, Ely, Hancock y Gilmore han seguido carreras solistas, pero han aparecido juntos en álbumes de cada uno. Se reformaron en 2002.
El primer álbum homónimo de Ely fue lanzado en 1977. En 1978 su siguiente álbum, Honky Tonk Masquerade, le trajo reconocimiento de la crítica. Escribiendo para The Village Voice, Robert Christgau lo comparó favorablemente con el álbum The Gilded Palace of Sin. Ese mismo año su banda tocó en Londres, donde conoció al grupo de punk The Clash. Impresionados con las actuaciones de cada uno, las dos bandas realizaron una gira juntas, e incluyeron apariciones en la ciudad natal de Ely, Lubbock, así como en Laredo y Ciudad Juárez en México. The Clash rindió homenaje a Ely en su canción "If Music Could Talk" que se lanzó en el álbum de 1980 Sandinista! Ely cantó coros en el sencillo de The Clash "Should I Stay or Should I Go".
El 1 de mayo de 1982, Ely organizó el tercer Tornado Jam en Lubbock, Texas, ante una multitud de 25.000 personas. El Jam incluyó a Leon Russell, Joan Jett y The Crickets. El concierto inició como una recaudación de fondos para ayudar a las víctimas del Tornado de Lubbock de 1970. A finales de la década de 1990, se pidió a Ely que escribiera canciones para la banda sonora de la película The Horse Whisperer de Robert Redford, lo que le llevó a reformar The Flatlanders con Gilmore y Hancock. Un nuevo álbum del trío siguió en 2002 Now Again. Desde entonces han lanzado los álbumes Wheel of Fortune, Hills and Valleys, The Odessa Tapes y el más reciente Treasure of Love en 2021.
Ely fue uno de los cientos de artistas cuyo material, según los informes, fue destruido en el incendio de Universal Studios de 2008.

## Discografía

### Álbumes de estudio
- Joe Ely (1977)
- Honky Tonk Masquerade (1978)
- Down on the Drag (1979)
- Musta Notta Gotta Lotta (1981)
- Hi-Res (1984)
- Lord of the Highway (1987)
- Dig All Night (1988)
- What Ever Happened to Maria (1988)
- Love and Danger (1993)
- Chippy (1995)
- Letter to Laredo (1995)
- Twistin' in the Wind (1998)
- Streets of Sin (2003)
- Ten in Texas (2003)
- Happy Songs from Rattlesnake Gulch (2007)
- Silver City (2007)
- Satisfied At Last (2011)
- Panhandle Rambler (2015)
- Love In the Midst of Mayhem (2020)